# Lactura dichroa
Lactura dichroa is een vlinder uit de familie van de Lacturidae. De wetenschappelijke naam van de soort is voor het eerst geldig gepubliceerd in 1915 door Durrant.